# Ariane Berthoin Antal
Ariane Berthoin Antal (geboren 1954 in Luxemburg) ist eine in Deutschland lebende Sozialwissenschaftlerin. Sie war bis zu ihrer Emeritierung im Jahr 2020 Professorin am Wissenschaftszentrum Berlin für Sozialforschung.

## Leben
Ariane Berthoin Antal wuchs in Frankreich, Großbritannien und den Vereinigten Staaten auf. Sie absolvierte ein Bachelor-Studium in den Fächern Russisch, Deutsch und Japanisch am Pomona College in Claremont (Kalifornien) und wechselte nach ihrem Abschluss im Jahr 1974 an die Boston University. 1978 schloss sie dort ihr Studium mit einem M. A. im Fach International Relations ab. Sie wurde 1991 an der Technischen Universität Berlin mit magna cum laude promoviert. 
Bereits ab 1978 war sie am Wissenschaftszentrum Berlin für Sozialforschung zunächst als Persönliche Referentin des Institutsleiters am Internationalen Institut für Umwelt und Gesellschaft tätig. Ab 1980 bis 1987 war sie Fellow am Wissenschaftlichen Referat des Präsidenten, sodann bis 1992 Senior Fellow in der Abteilung Innovation und Organisation. Im Jahr 1992 ging sie nach Frankreich als Gründungsdirektorin des Ashridge International Institute for Organizational Change. Von 1996 bis 1997 war sie Associate Professor for International Management and Organizational Behavior in Tel Aviv an der International School of Management und parallel, von 1995 bis 2002, an der Ashridge Business School in Berkhamsted bei London. 
1995 kehrte sie als Senior Fellow und Programmleitung für Organisationales Lernen in der Abteilung Innovation und Organisation an das Wissenschaftszentrum Berlin für Sozialforschung zurück, deren kommissarische Leitung sie ab 2006 übernahm. 2008 bis 2014 war sie für die Programmleitung des Projekts Künstlerische Interventionen in Organisationen in der Abteilung Kulturelle Quellen von Neuheit verantwortlich. Darüber hinaus stand sie ab Juli 2014 als Ombudsperson im Wissenschaftszentrum Berlin zur Verfügung. Ab 2015 leitete sie als Senior Fellow in der Forschungsgruppe Wissenschaftspolitik das Forschungsprogramm In and Out of Academic Life: Paths and Identities. Im Februar 2020 ging sie in den Ruhestand.
Sie hatte Gastprofessuren inne an der Leipzig Graduate School of Management (1997–2002), an der Technischen Universität Chemnitz (2004) und arbeitete als Gastwissenschaftlerin am Kulturwissenschaftlichen Kolleg im Exzellenzcluster Kulturelle Grundlagen von Integration der Universität Konstanz (2010).
Ariane Berthoin Antal ist im Vorstand der Erhard Höpfner Stiftung.

## Forschungsschwerpunkte
Die Forschungsschwerpunkte Ariane Berthoin Antals sind organisationelles Lernen, Organisationskultur, interkulturelles Management, gemeinsame soziale Verantwortung und Frauen im Management. Sie gilt als führend auf dem Gebiet der künstlerischen Interventionen in Organisationen. In den vergangenen Jahren hat sie mehr als 100 Interventionen europaweit evaluiert, vor allem in kleinen und mittelständischen Unternehmen.

## Publikationen (Auswahl)

### Monografien
- Making Ends Meet: Corporate Responses to Youth Unemployment in Britain and Germany. Anglo-German Foundation for the Study of Industrial Society, 1990, ISBN 978-0905492674.
- Corporate Social Performance: Rediscovering Actors In Their Organizational Contexts. Westview Press, Boulder 1992, ISBN 978-0813316307.

### Anthologien
- mit Camilla Krebsbach-Gnath (Hrsg.): Wo wären wir ohne die Verrückten? Zur Rolle von Außenseitern in Wissenschaft, Politik und Wirtschaft. edition sigma, Nomos, Berlin 2001, ISBN 978-3-894044-89-3.
- mit Meinolf Dierkes, John Child (Hrsg.): Handbook of Organizational Learning and Knowledge. Oxford University Press, Oxford 2003, ISBN 978-0198295822.
- mit Peter Meusburger, Laura Suarsana (Hrsg.): Learning Organizations: Extending the Field. Springer, Heidelberg/Berlin 2014, ISBN 978-9400772199.
- mit Michael Hutter, David Stark (Hrsg.): Moments of Valuation. Exploring Sites of Dissonance. Oxford University Press, Oxford 2015, ISBN 978-0198702504.

### Beiträge
- mit Gervaise Debucquet, Sandrine Frémeaux: When Top Management Leadership Matters. Insights From Artistic Interventions. In: Journal of Management Inquiry. Band 28, Nummer 4 vom 31. August 2017, doi:10.1177/105649261772, S. 441–457.
- mit Chiara Paolino: Sergion Rossi and Its Magic Kingdom: Artistic Interventions, Brand Identity Renewal, and Stakeholder Awareness. In: The Artification of Luxury Fashion Brands, Synergies, Contaminations, and Hybridizations. Reihe: Palgrave Studies in Practice: Global Fashion Brand Management. Palgrave Pivot, Basingstoke 2021, ISBN 978-3-030-26123-8, S. 33–61.